# Mavoor
Mavoor (o Mavur) è una suddivisione dell'India, classificata come census town, di 27.843 abitanti, situata nel distretto di Kozhikode, nello stato federato del Kerala. In base al numero di abitanti la città rientra nella classe II (da 20.000 a 49.999 persone).

## Geografia fisica
La città è situata a 11° 16' 0 N e 75° 55' 0 E e ha un'altitudine di 20 m s.l.m..

## Società

### Evoluzione demografica
Al censimento del 2001 la popolazione di Mavoor assommava a 27.843 persone, delle quali 13.798 maschi e 14.045 femmine. I bambini di età inferiore o uguale ai sei anni assommavano a 3.507, dei quali 1.776 maschi e 1.731 femmine. Infine, coloro che erano in grado di saper almeno leggere e scrivere erano 22.839, dei quali 11.686 maschi e 11.153 femmine.